# Brice Feillu

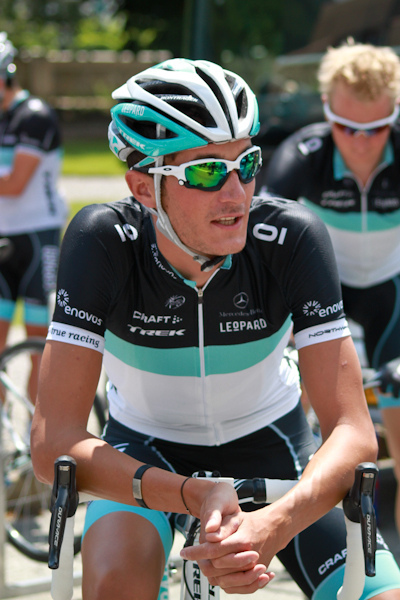
Brice Feillu beim Critérium du Dauphiné Libéré 2011

Brice Feillu (* 26. Juli 1985 in Châteaudun) ist ein ehemaliger französischer Radrennfahrer.

## Karriere
Brice Feillu begann im Jahre 2005 seine Radsportkarriere beim französischen Fahrradklub CC Nogent sur Oise, für den er Rennen bis Juli 2008 bestritt. Er siegte dort unter anderem beim Eintagesrennen Classique Sauveterre Pyrénées Atlantique.
Ab August 2008 fuhr Feillu zunächst als Stagiaire für das Professional Continental Team Agritubel, bei dem er 2009 seinen ersten Vertrag erhielt. Er gewann bei seinem ersten Einsatz die Abschlussetappe der Tour Alsace hinauf auf den Ballon d’Alsace. Im selben Jahr gelang ihm sein bisher dahin größter Erfolg, als er bei der Tour de France die erste Bergankunft der Rundfahrt in den Pyrenäen für sich entscheiden konnte. Dieser Etappensieg manövrierte ihn zugleich in das Gepunktete Trikot des Führenden in der Bergwertung, das er jedoch nur einen Tag tragen durfte.
Nach mehreren Zwischenstationen wechselte Feillu zur Saison 2014 zum damaligen Team Bretagne-Séché Environnement, bei dem parallel auch sein Bruder Mitglied wurde, und bei dem er bis zu seinem Karriereende unter Vertrag blieb. Bis 2017 startete Feillu siebenmal bei der Tour de France, eine beste Platzierung in der Gesamtwertung war Rang 16 bei der Tour de France 2017. Weitere Siege nach dem Etappenerfolg bei der Tour de France 2009 gelangen ihm nicht, 2016 und 2017 entschied Feillu jeweils die Bergwertung der Luxemburg-Rundfahrt für sich.
Nach der Saison 2019 beendete Feillu im Alter von 34 Jahren seine Karriere als Radrennfahrer.

## Trivia
Sein älterer Bruder Romain Feillu war ebenfalls als Radrennfahrer aktiv.

## Erfolge
2008
- eine Etappe Tour Alsace

2009
- eine Etappe Tour de France

2016
- Bergwertung Luxemburg-Rundfahrt

2017
- Bergwertung Luxemburg-Rundfahrt

## Grand-Tour-Platzierungen
| Grand Tour            | 2009 | 2010 | 2011 | 2012 | 2013 | 2014 | 2015 | 2016 | 2017 |
| --------------------- | ---- | ---- | ---- | ---- | ---- | ---- | ---- | ---- | ---- |
| Giro d’ItaliaGiro     | –    | –    | DNF  | –    | –    | –    | –    | –    | –    |
| Tour de FranceTour    | 24   | –    | –    | 91   | 104  | 16   | 98   | 70   | 16   |
| Vuelta a EspañaVuelta | –    | –    | –    | –    | –    | –    | –    | –    | –    |